# Pelochrista bleuseana
Pelochrista bleuseana es una especie de polilla perteneciente al género Pelochrista, categorizada en la tribu Eucosmini, de la subfamilia Olethreutinae.

## Distribución
Se distribuye por Marruecos.

## Taxonomía
Fue descrita por Oberthur en 1888 y publicada por primera vez en Etudes Ent. Comp. 12: 42.